# 普拉托省
普拉托省（義大利語：Provincia di Prato）是意大利托斯卡纳大区的一个省，首府普拉托，面积365平方公里，人口248,292（2013年）。该省是1992年时由佛羅倫斯省部分地区成立的。
普拉托省有7个市镇：普拉托、蒙特穆洛、卡尔米尼亚诺、瓦亚诺、波焦阿卡亚诺、韦尔尼奥和坎塔加洛。